# Orthocentrus canariensis
Orthocentrus canariensis är en stekelart som beskrevs av Hellen 1949. Orthocentrus canariensis ingår i släktet Orthocentrus och familjen brokparasitsteklar. Inga underarter finns listade i Catalogue of Life.